# Bryćke
Bryćke (ukr. Брицьке) – wieś na Ukrainie, w obwodzie winnickim, w rejonie winnickim, w hromadzie Turbiw, nad rzeką Wilszanką. W 2001 roku liczyła 629 mieszkańców.